# Archidiocèse grec-orthodoxe de Lattaquié
 (mai 2019).
Si vous disposez d'ouvrages ou d'articles de référence ou si vous connaissez des sites web de qualité traitant du thème abordé ici, merci de compléter l'article en donnant les références utiles à sa vérifiabilité et en les liant à la section « Notes et références ».
L'archidiocèse grec-orthodoxe de Lattaquié (en arabe : مطرانية اللاذقية للروم الأرثوذكس) est une circonscription de l'Église orthodoxe d'Antioche. Il a son siège à Lattaquié.